# Tomek Jarolim
 (août 2016).
Tomek Jarolim, né en 1983 à Aix-en-Provence, est un artiste plasticien et designer d'interaction français.

## Biographie
Tomek Jarolim est né en 1983 à Aix-en-Provence. Son travail interroge le statut du regardeur ainsi que le regardable lui-même, à travers une recherche sensible autour de la lumière et la couleur du pixel. Ses pièces prennent la forme d’images génératives diffusées sur une large palette de dispositifs : écrans, smartphones, vidéoprojections, éditions, performances scéniques, ou directement sur les paupières.
Sa pratique artistique se concentre sur les différentes manières de donner à voir – ou à ressentir – les limites de la machine et de la perception, en invoquant tantôt l’infiniment grand et l’infiniment petit, tantôt le si loin si poche. Ses travaux s’appuient sur la recherche d’algorithme, ou les phénomènes optiques ou lumineux qui challengent la perception.
Parallèlement à ses projets personnels, il collabore à des projets tels que Fenêtre Augmentée de Thierry Fournier au Centre Pompidou ou Discontrol Party de Samuel Bianchini à la Gaîté Lyrique. En 2011, il signe la création numérique de Ring Saga, un opéra mis en scène par Antoine Gindt d’après L’anneau du Nibelung de Richard Wagner, pour lequel il travaille également sur une « rêverie » intitulée Voyageur à Venise (Wanderer Post-Scriptum).
Ses pièces sont représentées par Siana, GameLab Agency et la galerie en ligne ArtJaws.

## Expositions personnelles
2018
- L'icône de notre temps, ANAS, Cathédrale de la résurrection, Évry-Courcouronnes

2018
- Aline, Médiapôle Simone Veil, la Ferme Neuve, Grigny

2017
- Void draw(), Ourcq Blanc, Paris

2016
- Roygbiv, L’axolotl – cabinets de curiosités contemporaines, Toulon

2013
- Surexposition, Hôtel Départemental des Arts du Var, Toulon

2012
- Astrales, Théâtre de l’Agora – Scène nationale d'Évry et de l'Essonne, Évry
- Dans le noir, École supérieure d'art, Aix-en-Provence

## Expositions collectives (sélection)
2017
- Le suaire de Turing[5], Domaine départemental de Chamarande
- Sensibility, Villa Belleville, Paris

2016
- La redite en somme, ne s’amuse pas de sa répétition singulière[6] de Sara Favriau, Palais de Tokyo, Paris
- Interactive, Galerie Odalys, Madrid

2015
- Lumières fréquences essences, École nationale supérieure d’informatique pour l’industrie et l’entreprise, Évry
- Post-City avec le collectif Hyperfictions.org, Ars Electronica, Kunstuniversität, Linz (Autriche)

2014
- Livres d’artistes / Livres numériques[7], École nationale supérieure des arts décoratifs, Paris
- Av@ar 3.0, dans le cadre du festival Croisements, China Millennium Monument Museum of Digital Arts, Pékin (Chine)
- Display, dans le cadre du festival Croisements, K11 Art Village, Wuhan (Chine)
- Art Beijing, dans le cadre du festival Croisements, Pékin (Chine)
- Arts et Avatars, Théâtre Liberté, Toulon

2013
- Surexposition, Hôtel des arts, Toulon
- 循環 (En boucle), dans le cadre du festival Croisements, K11 Art Village, Wuhan (Chine)

2012
- Leurs lumières Abbaye de Saint-Riquier, Centre Culturel de Rencontre
- Fenêtre augmentée de Thierry Fournier, Fort Lagarde, Prats-de-Mollo-la-Preste
- Fabfest 2012, Gaîté Lyrique, Paris

2011
- L’Économie des formes Magasin de jouets, Arles
- Fenêtre augmentée de Thierry Fournier, Centre Pompidou, Paris

2010
- Printemps de l’art contemporain, Château de Servières, Marseille
- Retour de Skopje Château de Servières, Marseille
- Lâchez rien La Compagnie, Marseille

2009
- 14e Biennale des jeunes créateurs d’Europe et de la Méditerranée, musée national d’art contemporain, Skopje (Macédoine)
- Eniarof, École supérieure d’art, Aix-en-Provence

## Spectacle vivant (sélection)
- 2015 : Giordano Bruno de Francesco Filidei, Casa da Musica, Porto
- 2014 : H.A.L[8]., création vidéo et lumière en collaboration avec Barthélémy Antoine-Loeff pour un DJ set de Synapson, Clara 3000 et Acid Arab, Le Tétris, Le Havre
- 2013 : Voyageur à Venise (Wanderer, Post-scriptum)[9], théâtre musical mis en scène par Antoine Gindt, sur des mélodies et lieder de Wolfgang Rihm, Gérard Pesson Richard Wagner, Hanns Eisler, György Ligeti, The Doors, Théâtre de Saint-Quentin-en-Yvelines
- 2013 : La nuit hallucinée[10], opéra radiophonique de Sebastian Rivas, Théâtre national de Strasbourg
- 2011 : Ring Saga[11], festival scénique de Richard Wagner mis en scène par Antoine Gindt, sur une version établie en 1990 par Jonathan Dove et Graham Vick, Casa da Musica, Porto
- 2008 : Shades of White, création chorégraphique de Bruno Péré, Pavillon Noir, Aix-en-Provence